# Fowlerville
Fowlerville is een plaats (village) in de Amerikaanse staat Michigan, en valt bestuurlijk gezien onder Livingston County.

## Demografie
Bij de volkstelling in 2000 werd het aantal inwoners vastgesteld op 2972.
In 2006 is het aantal inwoners door het United States Census Bureau geschat op 3123, een stijging van 151 (5.1%).

## Geografie
Volgens het United States Census Bureau beslaat de plaats een oppervlakte van
6,1 km², waarvan 6,0 km² land en 0,1 km² water. Fowlerville ligt op ongeveer 280 m boven zeeniveau.

## Plaatsen in de nabije omgeving
De onderstaande figuur toont nabijgelegen plaatsen in een straal van 24 km rond Fowlerville.